# Effet Stroop

D'après les expériences de Stroop, lorsque le nom d'une couleur est écrit dans une couleur différente (mot incongruent), il est plus difficile de nommer la couleur dans laquelle il est écrit, que de le lire.

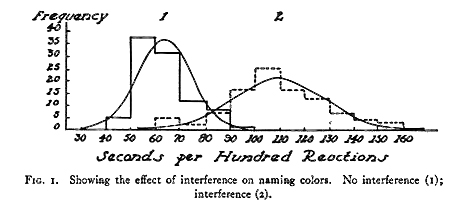
Fig. 1 de l'expérience 2, extraite de l'article original de Stroop en 1935, montrant le temps nécessaire pour nommer la couleur de points (sans interférence, courbe 1) et de mots incongruents (avec interférence, courbe 2). Ce temps augmente en moyenne de 74 % lorsqu'il y a interférence.

Pour les articles homonymes, voir Stroop.
L'effet Stroop, ou effet Jaensch, est un phénomène étudié en psychologie correspondant à l'interférence que produit une information non pertinente au cours de l'exécution d'une tâche cognitive. La difficulté à ignorer, ou « filtrer », l'information non pertinente se traduit par un ralentissement du temps de réaction et une augmentation du pourcentage d'erreurs. Jusqu'à aujourd'hui, la situation expérimentale imaginée par John Ridley Stroop en 1935 reste la plus courante pour observer cet effet : elle consiste à faire dénommer la couleur de mots dont certains sont eux-mêmes des noms de couleurs (qu'il s'agit donc d'ignorer). L'article de recherche original est l'un des plus cités en psychologie expérimentale et cet effet a été répliqué plus de 700 fois.

## Histoire
L'effet fut découvert en 1935 par John Ridley Stroop lors de l'expérience suivante : les sujets devaient dénommer la couleur d'un mot (tâche principale) sans lire le mot lui-même. Ainsi, le temps de réaction — en d'autres termes le temps nécessaire à la dénomination de la couleur avec laquelle le mot est écrit — est beaucoup plus long lorsque le mot est incongruent (le mot « bleu » écrit en rouge) que lorsque le mot est congruent (le mot « rouge » écrit en rouge) ou neutre (le mot « lion » écrit en rouge). Le pourcentage d'erreurs (dire bleu lorsque le mot « bleu » est écrit en rouge) est également plus élevé en présence des mots incongruents. Il existe donc un effet d'interférence sémantique, ou effet Stroop, provoqué par la lecture automatique du mot.
En réalité, l'expérience ne présentait pas de mot neutre, ni de mot écrit de la couleur du mot à prononcer.[réf. nécessaire]
Une expérience proche du protocole de Stroop fut menée en 1997 par Besner, Stolz et Boutilier. Ces derniers utilisèrent des mots congruents et incongruents mais introduisirent deux conditions. Dans la première condition, toutes les lettres étaient de la même couleur (condition unicolore). Dans la seconde, seule une lettre était colorée, les autres étant grises (condition bicolore). Les volontaires devaient identifier le plus rapidement la couleur du mot tout en ignorant sa lecture, de même que dans l'expérience menée par Stroop en 1935. L'effet d'interférence sémantique était alors plus faible lorsqu'une seule lettre était colorée que dans la condition unicolore. Ces résultats posèrent un nouveau problème : si les mots sont lus de façon automatique, l'effet Stroop ne devrait-il pas être le même dans les conditions unicolores et bicolores ? Les auteurs suggérèrent que l'atténuation de l'effet Stroop observée dans la condition bicolore était due à un blocage temporaire du traitement sémantique du mot présenté.
Une troisième expérience, menée en 2007, tente d'expliquer ce phénomène. Augustinova et Ferrand placent systématiquement la lettre changeant de couleur au début du mot. Dans une première expérience, la première lettre est écrite d'une couleur et le reste est écrit en gris (rouge). Dans une seconde expérience, la première lettre est écrite d'une couleur et le reste du mot est écrit dans une autre couleur (Vert). Dans les deux expériences, les auteurs demandent aux volontaires de se concentrer sur la première lettre du mot et d'indiquer sa couleur. Ils obtiennent un effet d'interférence de type Stroop dans les deux cas. En d'autres termes, les sujets mettent plus longtemps à identifier la couleur de la première lettre si celle-ci est différente de la couleur désignée par le mot. Les sujets sont donc incapables de bloquer complètement le traitement sémantique du mot. Augustinova et Ferrand suggèrent alors que la diminution de l'effet Stroop (observée par Besner et al.) n'est pas due à un blocage de l'activation sémantique, mais à un contrôle de cette information.
À la suite des expériences de Stroop, des chercheurs ont analysé la couleur des mots liés par leur signification, ce qui les a conduits à la conclusion que le cerveau reconnaît les mots sans efforts. Ils ont appelé ce phénomène « l'hypothèse de la reconnaissance automatique des mots » qui induit que le processus de lecture automatique ne peut pas être « désactivé ». La compréhension du sens des mots dans la lecture se fait inconsciemment. Ils ont aussi constaté que le fait de nommer des couleurs requiert plus d'efforts pour le cerveau que la lecture, car c'est une pratique à laquelle les gens sont moins habitués.

### Le test de Stroop
Le test de Stroop utilisé en neuropsychologie existe sous différentes variantes qui visent à évaluer le contrôle attentionnel ou les capacités d'inhibition qui font partie des fonctions exécutives d'un individu dans un contexte clinique ou de recherche. Le processus mesuré par le test de Stroop est l'inhibition. L'inhibition est le processus qui nous permet de supprimer, différer ou éviter une réponse prédominante qui a été préalablement activée.
Le test de Stroop comporte 3 phases : 
- Phase 1 : dénomination
- Phase 2 : lecture
- Phase 3 : interférence

### Le Stroop émotionnel
Des chercheurs ont voulu montrer qu'il y avait un effet de la valence émotionnelle du mot sur la rapidité de lecture du mot,,,,. Cependant, il a été montré que ces effets ne sont pas dus à la valence émotionnelle des mots choisis, mais au mauvais contrôle des facteurs linguistiques par rapport aux mots choisis pour le groupe de contrôle (fréquence, voisin orthographique, taille du mot) dans les expériences sur le Stroop émotionnel. L'effet des voisins orthographiques a été plus approfondi par Gobin et Mathey.
Cependant, lorsque l'on contrôle les facteurs mentionnés ci-dessus, l'effet de la valence émotionnelle du mot reste présente.[réf. nécessaire]

## Exemple
Nommer la couleur dans laquelle est écrit chacun de ces mots le plus rapidement possible :
| Vert Rouge Bleu Jaune Bleu Jaune |
| Bleu Jaune Rouge Vert Jaune Vert |

D'après l'effet Stroop, la première liste est plus facile que la seconde dans laquelle le mot et la couleur sont incongruents.

## Neuroanatomie
L'IRM fonctionnelle et la tomographie par émission de positons ont permis d'identifier deux zones cérébrales impliquées dans cet effet : le cortex cingulaire antérieur impliqué dans le conflit cognitif et le cortex préfrontal dorso-latéral (en).
Les résultats au test de Stroop se dégradent avec le vieillissement normal et pathologique de la personne. Une variante du test (double tâche complexe en situations de marche sur un tapis où des mots colorés sont inscrits) permet de détecter précocement des « troubles dysexécutifs » lors du vieillissement cognitif.